# Ніколаєвка (Аромашевський район)
Нікола́євка (рос. Николаевка) — присілок у складі Аромашевського району Тюменської області, Росія.
Населення — 43 особи (2010, 40 у 2002).
Національний склад станом на 2002 рік:
- росіяни — 92 %